# Бершадь (станція)
Бершадь — проміжна залізнична станція Шевченківської дирекції Одеської залізниці на вузькоколійній залізниці Рудниця — Гайворон — Голованівськ. Розташована в селі Флорине Гайсинського району Вінницької області, на південь від міста Бершадь.

## Історія
Станція відкрита 1899 року, під час будівництва залізничної лінії Гайворон — Рудниця — Підгородна. Через занепад вантажного руху на вузькоколійці на станції залишилося лише дві колії.

## Пасажирське сполучення
На станції зупиняються приміські поїзди сполученням Рудниця — Гайворон (рух відновлено з 14 жовтня 2021 року, курсує одна пара на добу щоденно).

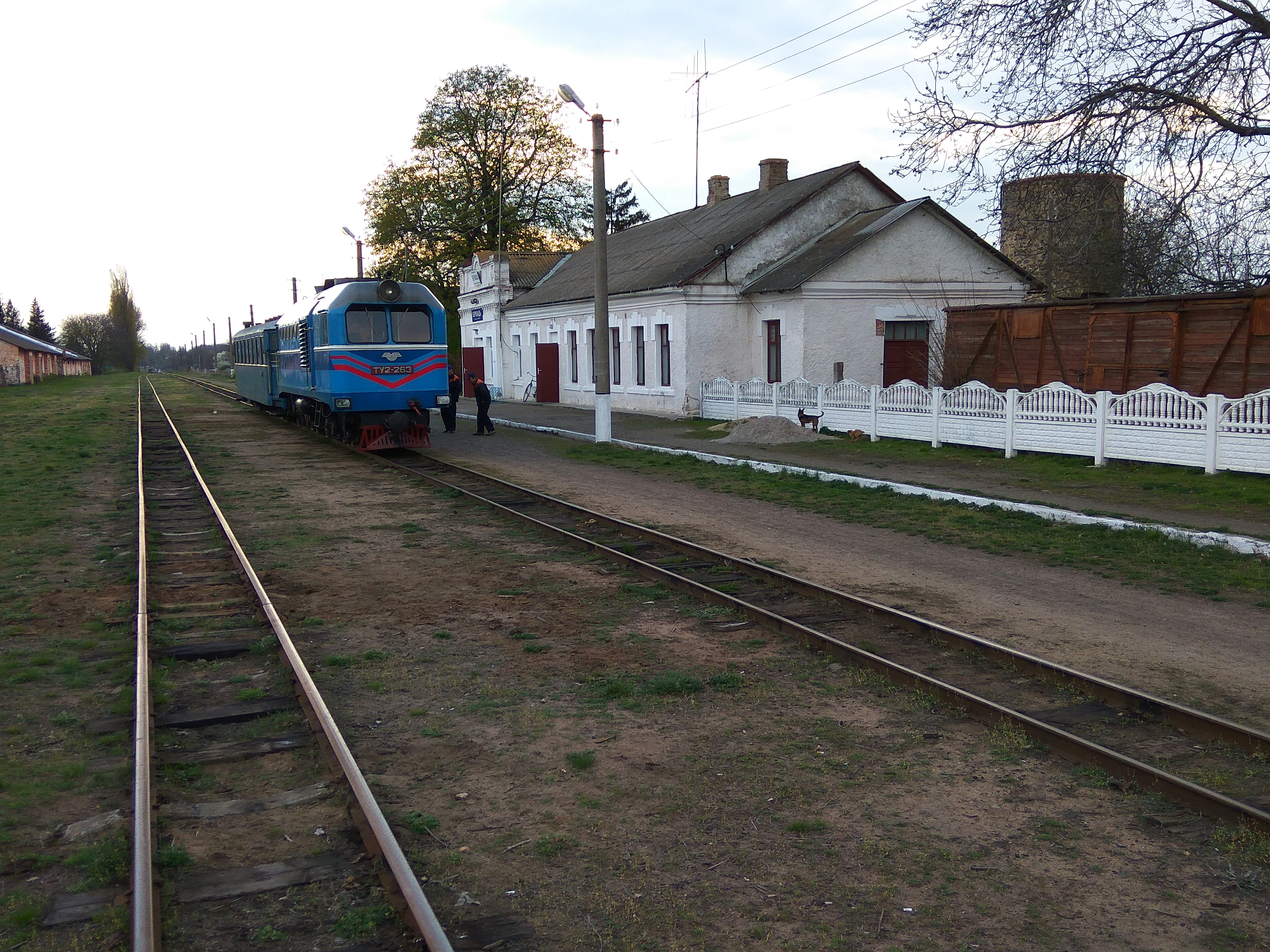
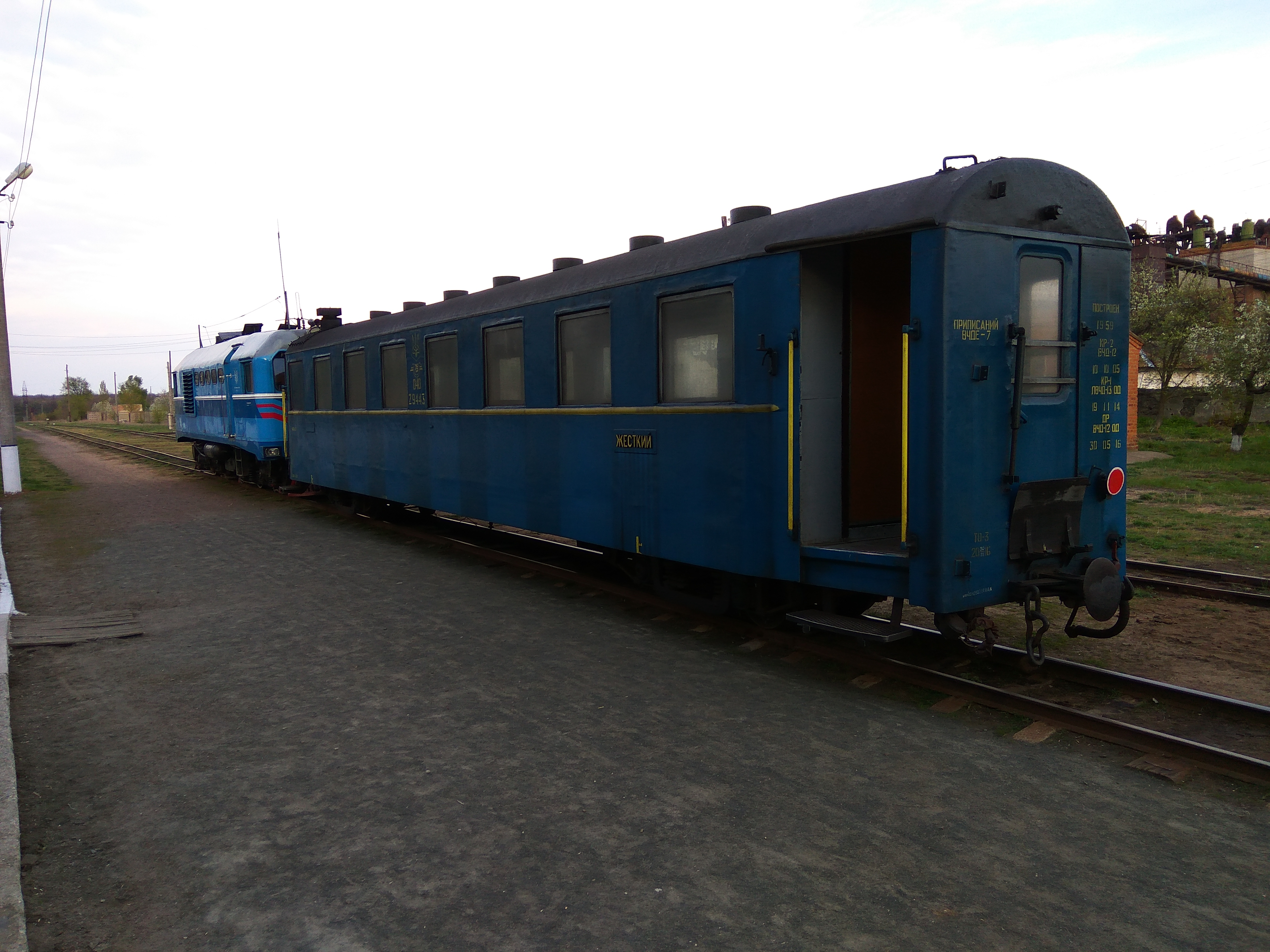
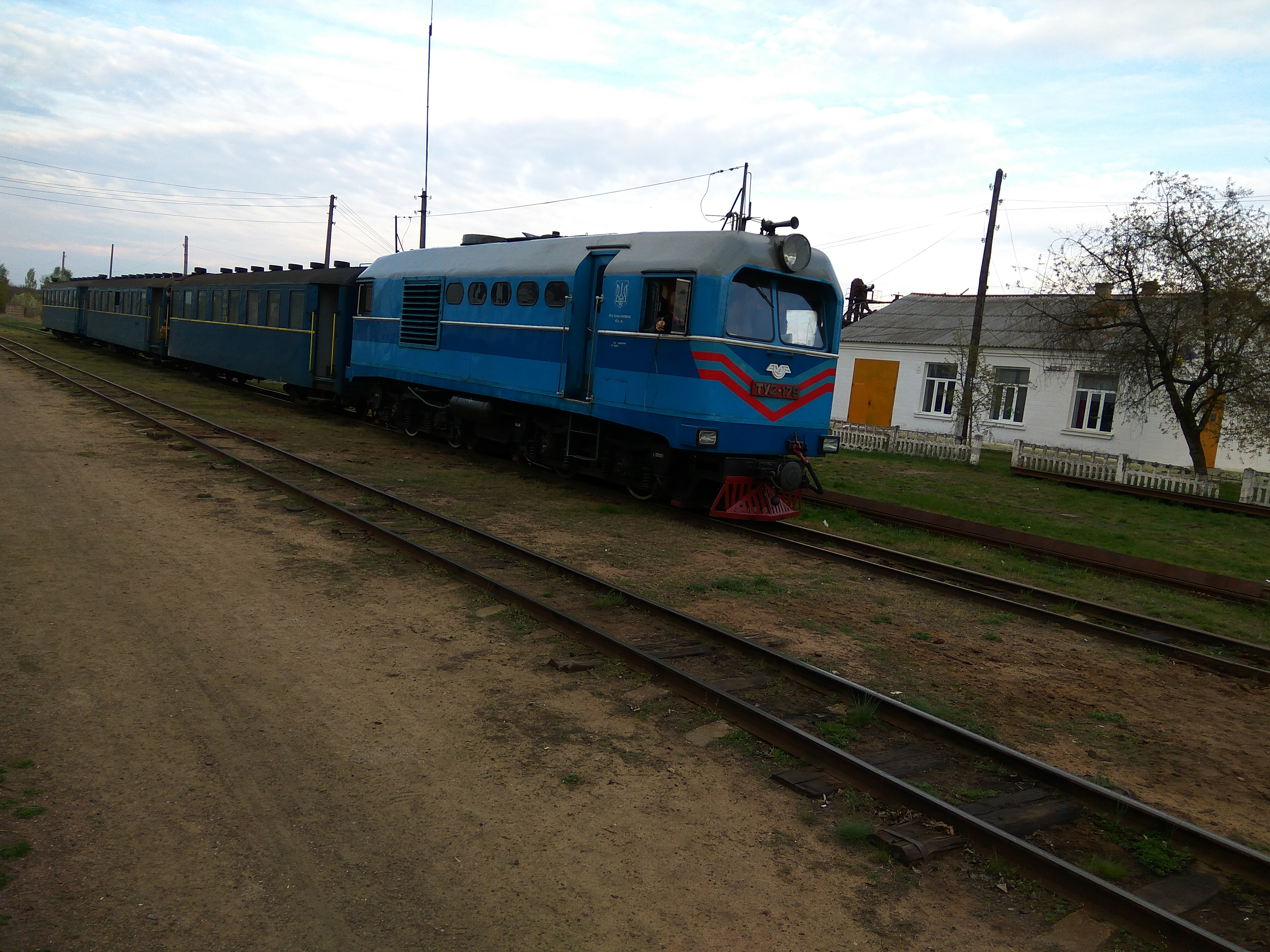
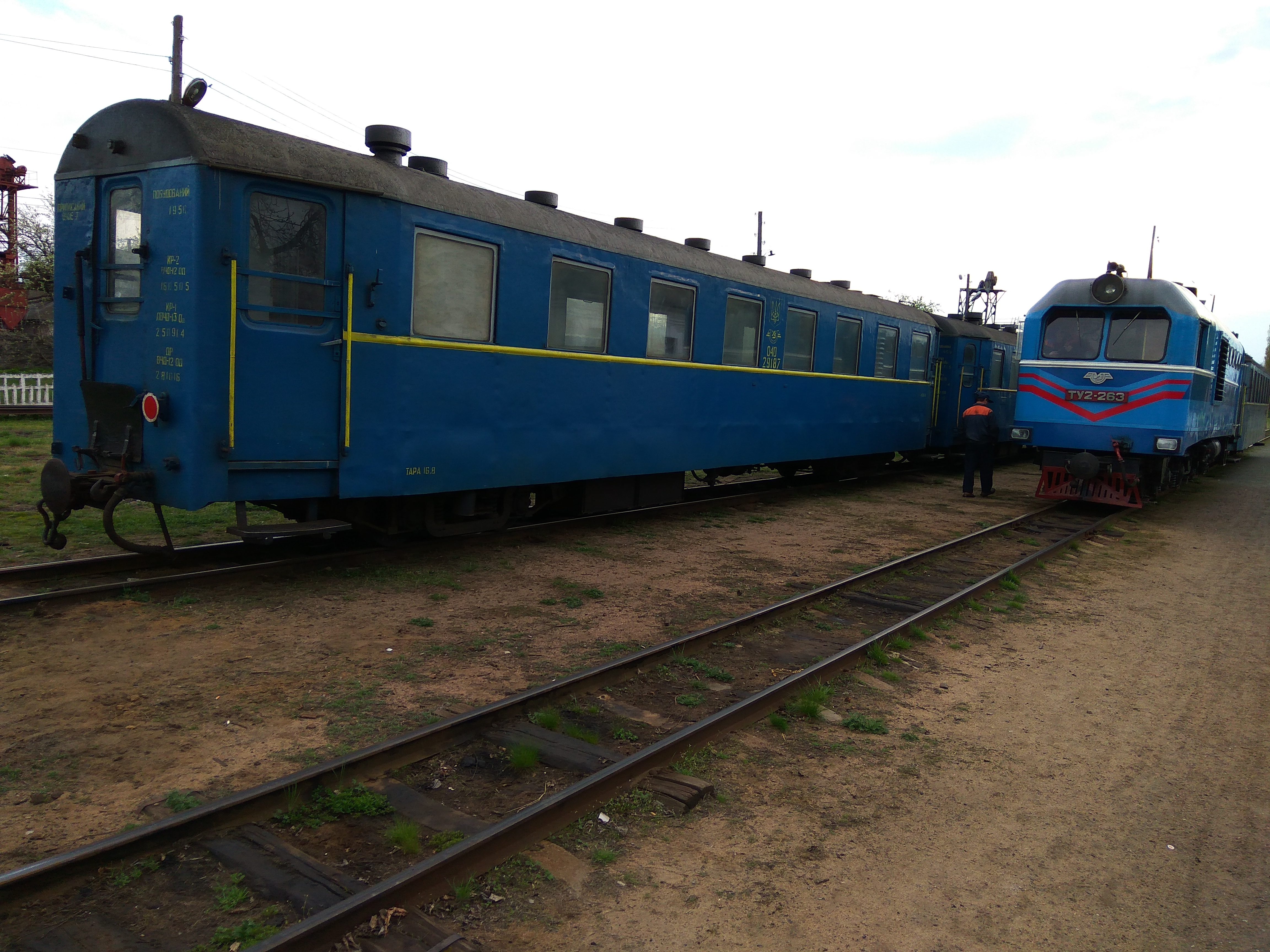

Режим роботи каси: 06:30—07:00, 10:00—13:00, 14:00—17:00, 18:30—19:00, вихідний — субота.
На станції відсутня технічна можливість роздруківки та повернення проїзних документів, оформлених та оплачених через електронні канали обслуговування (мережу Інтернет).
До станції курсують міські автобуси, згідно графіку, узгодженого з розкладом руху приміських поїздів.

## Галерея

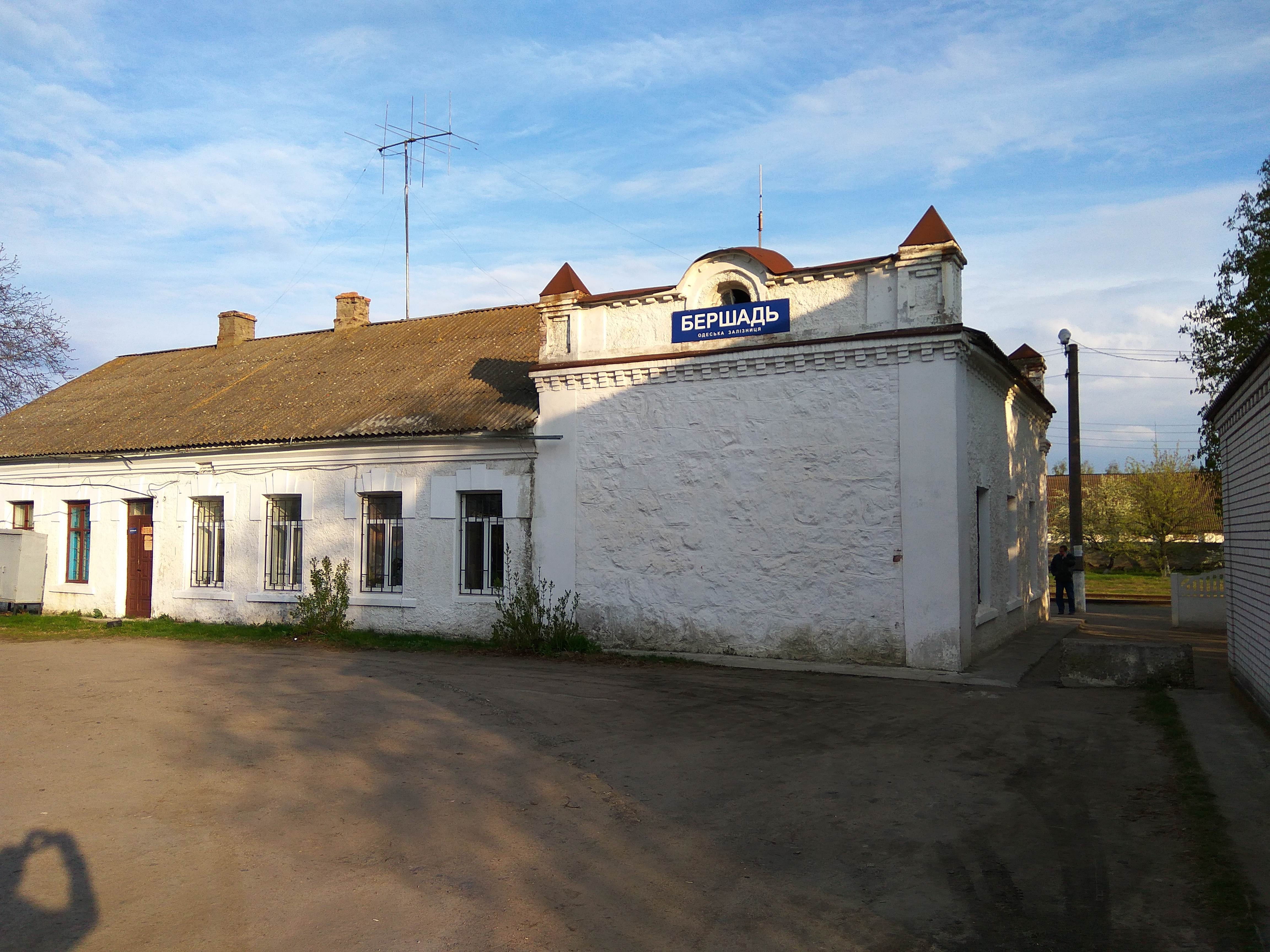
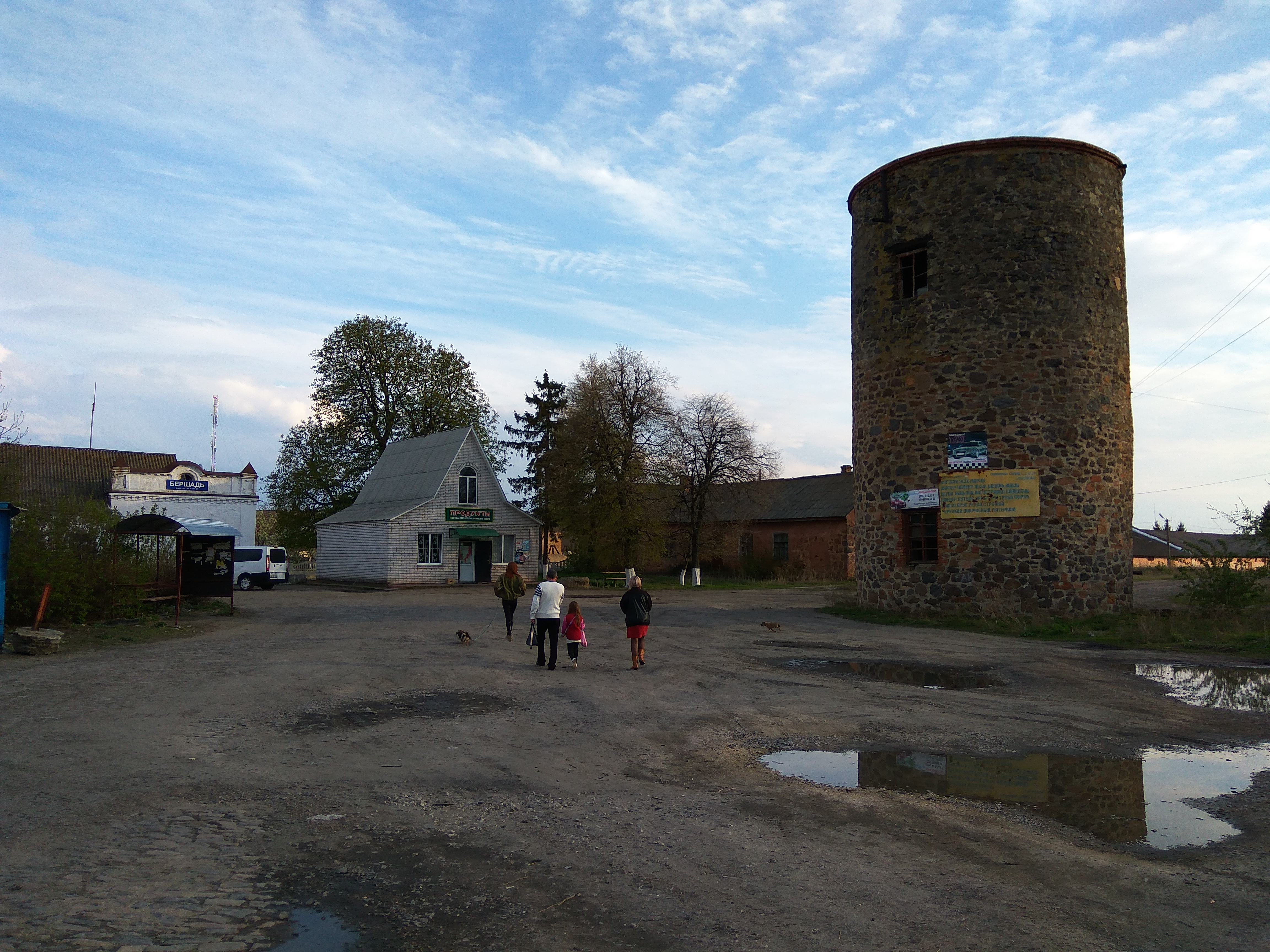
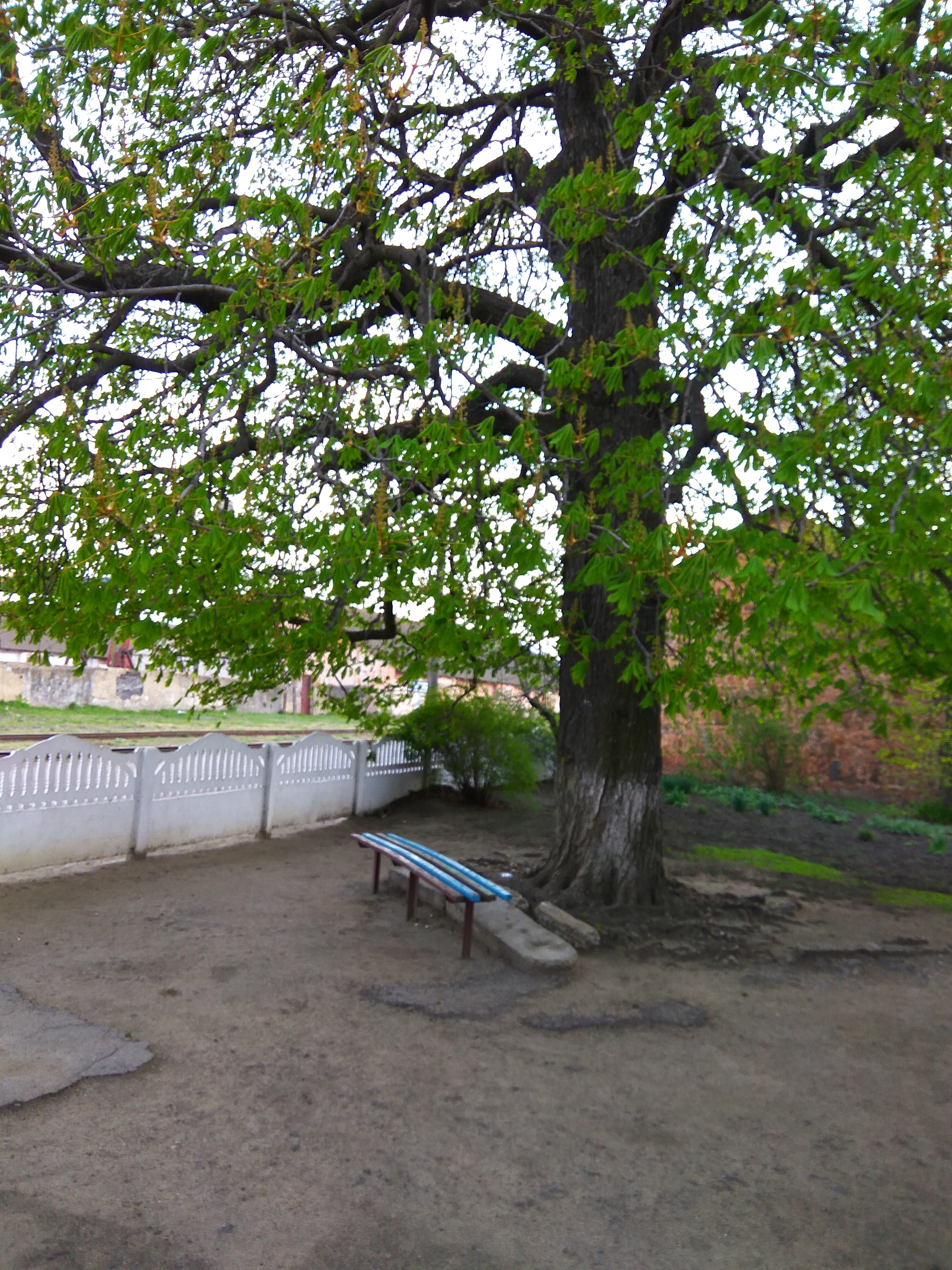
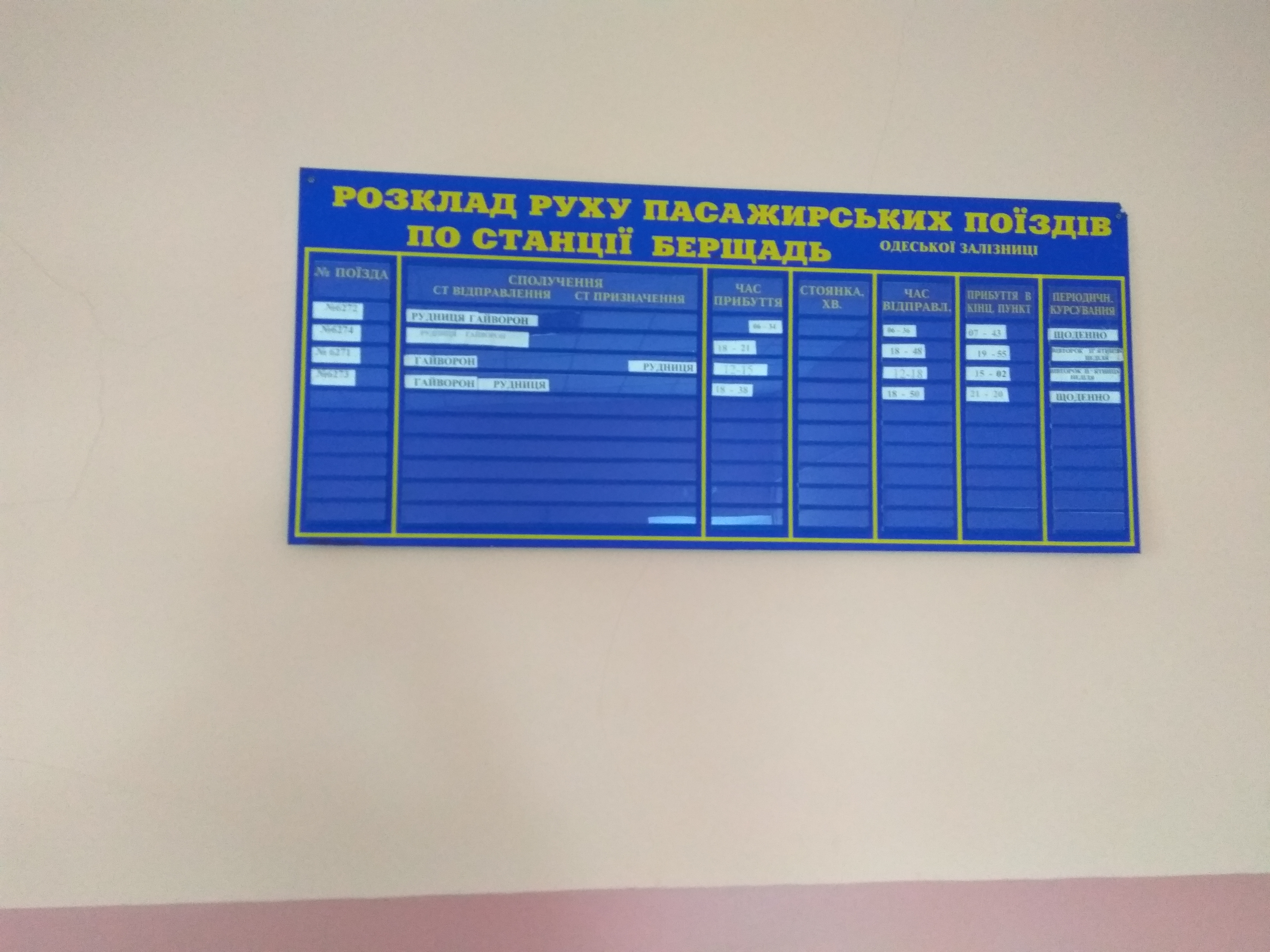
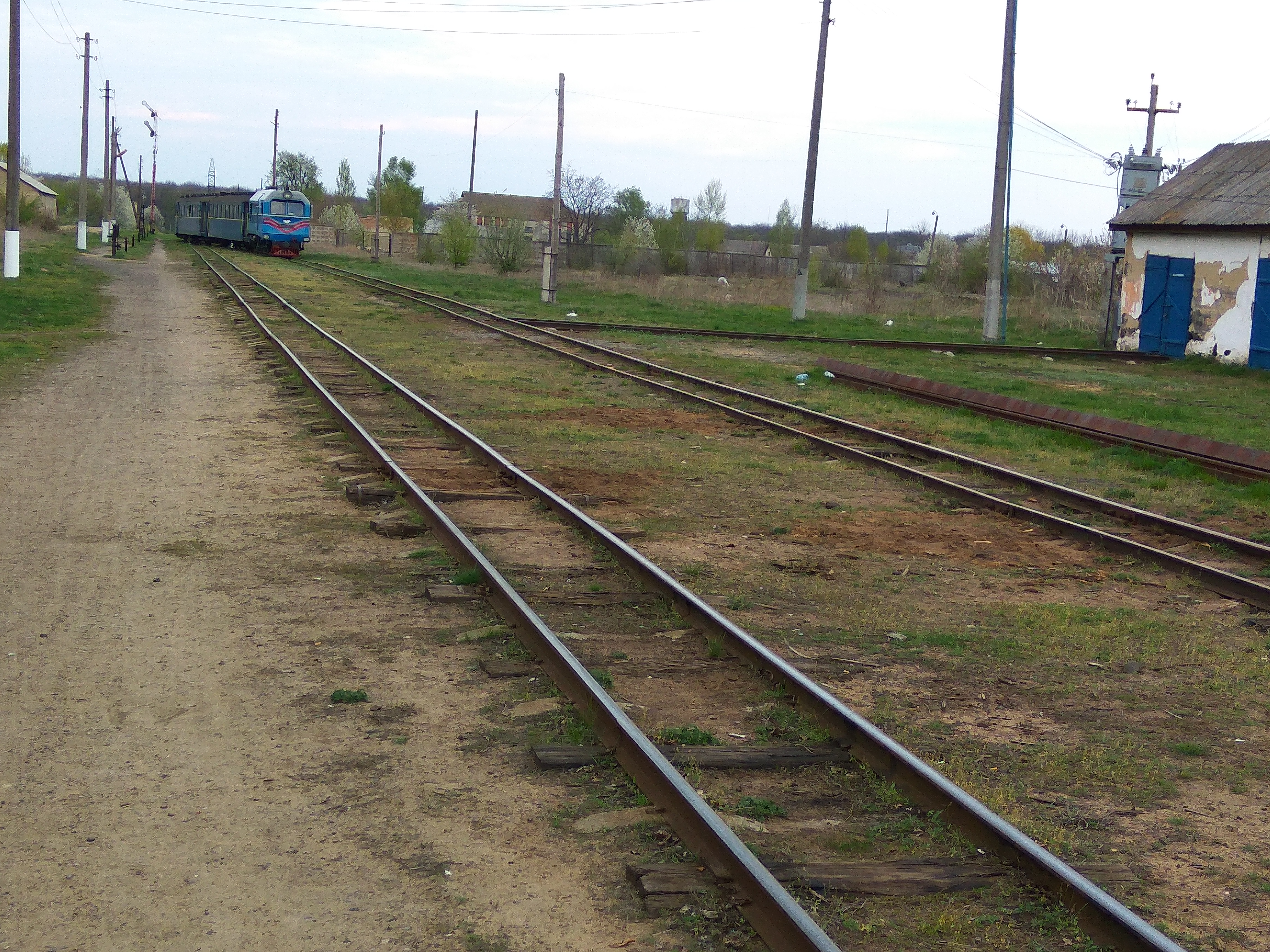